# Реджеп Таип Ердоган
Реджѐп Тайѝп Ердога̀н (на турски: Recep Tayyip Erdoğan, произношението е по-близо до Ердоа̀н) е турски политик, който е 12-ият и настоящ президент на Турция от 2014 г. Преди това е бил министър-председател на Турция от 2003 г. до 2014 г. и кмет на Истанбул от 1994 г. до 1998 г. Той също така е съосновател на Партия на справедливостта и развитието (ПСР) през 2001 г.
Роден в Гюнейсу, Ризе, Ердоган се премества със семейството си в Истанбул на 13-годишна възраст. Учи бизнес администрация в Академията за икономически и търговски науки Aксарай, преди да работи като консултант и старши мениджър в частния сектор. През това време Ердоган става активен в партии, ръководени от ветерана и ислямистки политик Неджметин Ербакан, като започва като районен председател на партията си в Бейоглу през 1984 г. и председател на партийната организация в Истанбул през 1985 г. След местните избори през 1994 г. Ердоган е избран за кмет на Истанбул, където изпълнява серия от реформи, които модернизират инфраструктурата и икономиката на града. През 1998 г. той е осъден за подбуждане на религиозна омраза, след като рецитира стихотворение от Зия Гьокалп, което сравнява джамиите с казарми и вярващите с армия. Ердоган е освободен от затвора през 1999 г. и впоследствие изоставя открито ислямистката политика, скъсвайки с Ербакан, за да създаде ПСР, партия, създадена да следва примера на европейските християндемократически партии.
Ердоган продължава да води до убедителна победа през 2002 г. Когато политическата му забрана е вдигната, Ердоган става министър-председател, след като спечелва частични избори в Сиирт през 2003 г. Ердоган повежда ПСР до още две изборни победи през 2007 г. и 2011 г. Реформите, направени в първите години от мандата на Ердоган като министър-председател, позволяват на Турция да започне преговори за членство в ЕС. Освен това Турция преживява икономическо възстановяване след икономическата криза от 2001 г. и са направени инвестиции в инфраструктура, включително пътища, летища и високоскоростна влакова мрежа. Той също така спечелва два успешни конституционни референдума през 2007 г. и 2010 г. Ердоган намалява военното влияние върху политиката, устоява на Е-меморандума и остава спорен заради тесните си връзки с движението на Гюлен, с което ПСР е обвинена в оркестриране на чистки срещу военни офицери чрез изпитанията Бальоз и Eргенекон. В края на 2012 г. неговото правителство започва мирни преговори с Кюрдската работническа партия (ПКК) за прекратяване на кюрдско-турския конфликт, който приключва три години по-късно.
През 2014 г. Ердоган става първият народно избран президент на нацията. Президентството на Ердоган е белязано от преминаване към по-авторитарен стил на управление и се сблъсква с обвинения в нарушения на правата на човека, потискане на несъгласието и потискане на свободата на словото. Той е критикуван за справянето си с няколко проблема, включително протестите в парка Гези през 2013 г., неуспешния опит за преврат през 2016 г., валутната криза, започнала през 2018 г. и продължаващия конфликт в Сирия, за който се смята, че е допринесъл за лошите резултати на местните избори през 2019 г., в които неговата партия губи властта в големи градове като Анкара и Истанбул от опозиционни партии за първи път от 15 години. Ердоган подкрепя референдума от 2017 г., който променя парламентарната система на Турция в президентска система, като въвежда ограничение на мандата на ръководителя на правителството (два пълни петгодишни мандата). Тази нова система на управление официално влиза в сила след общите избори през 2018 г., след тях Ердоган става отново президент. Неговата партия обаче губи мнозинството в парламента оттогава и в момента е в коалиция (Народен алианс) с Партията на националистическото движение (MHP). От 2020 г. той ръководи действията на Турция спрямо пандемията от COVID-19 и въвеждането на ваксинации. Във външната политика, в резултат на гражданската война в Сирия, Турция става най-голямата страна в света, приемаща бежанци от 2014 г. насам и започва операции срещу ISIS, SDF и силите на Асад. След ратифицирането на морската сделка между Либия и Турция, Турция изпраща военна помощ в подкрепа на признатото от ООН правителство. Той отговаря на руската инвазия в Украйна през 2022 г., като затваря Босфора за руски военноморски подкрепления, посредничи при сделка между Русия и Украйна относно износа на зърно и посредничи при размяна на затворници.

## Ранен живот и образование
Реджеп Тайип Ердоган е роден на 26 февруари 1954 г. в бедно консервативно мюсюлманско семейство. Според историка М. Хакан Явуз, Ердоган е роден в Гюнейсу, Ризе и по-късно семейството му се премества в Касъмпаша, беден квартал на Истанбул. Семейството на Ердоган произхожда от Аджария, регион в Грузия. Въпреки че се съобщава, че Ердоган е казал през 2003 г., че е от грузински произход и че произходът му е от Батуми, той по-късно отрича това. Неговите родители са Ахмет Ердоган (1905 – 1988) и Тензиле Ердоган (по баща Мутлу; 1924 – 2011).
Ердоган прекарва ранното си детство в Ризе, където баща му е бил капитан в турската брегова охрана. Летните му ваканции минават предимно в Гюнейсу, Ризе, откъдето произхожда семейството му. През целия си живот той често се връща в този духовен дом, а през 2015 г. открива огромна джамия на планински връх близо до това село. Семейството се завръща в Истанбул, когато Ердоган е на 13 години.
Като тийнейджър бащата на Ердоган му осигурява седмична издръжка от 2,5 турски лири, по-малко от един долар. С него Ердоган купува пощенски картички и ги препродава на улицата. Той продава бутилки вода на шофьори, заседнали в задръстване. Ердоган също е работил като уличен търговец, продаващ симит (хлебчета със сусам), облечен в бяла рокля и продаващ симит от червена количка с три колела с кифличките, подредени зад стъкло. В младостта си Ердоган играе полупрофесионален футбол във ФК Джамиалтиспор, местен клуб. Фенербахче иска той да се прехвърли в клуба, но баща му не го допуска. Стадионът на местния футболен клуб в района, където е израснал, СК Касъмпаша е кръстен на него.
Ердоган е член на общността на Искендерпаша, турска суфистка общност от Накшбанди тарикях.

### Образование
Ердоган завършва основното училище Kasımpaşa Piyale през 1965 г. и училището Имам Хатип, религиозна професионална гимназия, през 1973 г. Същата образователна пътека е последвана от други съоснователи на Партията на справедливостта и развитието. Една четвърт от учебната програма на училищата Имам Хатип включва изучаване на Корана, живота на ислямския пророк Мохамед и арабски език. Ердоган изучавал Корана в Имам Хатип, където съучениците му започнали да го наричат ходжа (учител).
Ердоган присъства на среща на националистическата студентска група Национален турски студентски съюз (на турски: Milli Türk Talebe Birliği), която се стреми да събере консервативна кохорта от млади хора, за да се противопостави на нарастващото левичарско движение в Турция. В рамките на групата Ердоган се отличава с ораторските си умения, развивайки склонност към публично говорене и превъзхождайки пред публика. Той спечелва първо място в конкурс за четене на поезия, организиран от Общността на турските технически художници, и започва да се подготвя за речи чрез четене и проучване. Ердоган по-късно ще коментира тези състезания като „засилване на нашата смелост да говорим пред масите“.
Ердоган иска да продължи обучението си в Mekteb-i Mülkiye, но Mülkiye приема само студенти с редовни дипломи за средно образование, а не завършили Имам Хатип. Мюлкие е известен със своя отдел по политически науки, който обучава много държавници и политици в Турция. След това Ердоган е приет в гимназия Eюп, обикновено държавно училище, и в крайна сметка получава дипломата си за средно образование от Eюп.
Според официалната му биография впоследствие той учи бизнес администрация в Училището по икономика и търговски науки Aксарай (на турски: Aksaray İktisat ve Ticaret Yüksekokulu), сега известно като Факултет по икономика и административни науки на университета Мармара. Степента му е била обект на спорове и противоречия.

## Ранна политическа кариера
През 1976 г. Ердоган започва да се занимава с политика, като се присъединява към Националния турски студентски съюз, антикомунистическа група за действие. През същата година той става ръководител на младежкия клон в Бейоглу на ислямистката Партия на националното спасение (MSP), и по-късно е повишен в председател на младежкия клон на партията в Истанбул.
Заемайки тази позиция до 1980 г., той служи като консултант и висш изпълнителен директор в частния сектор по време на ерата след военния преврат от 1980 г., когато политическите партии са забранени.
През 1983 г. Ердоган последва повечето от последователите на Неджметин Ербакан в Ислямистката партия на благоденствието. През 1984 г. става председател на партийния клон в район Бейоглу, а през 1985 г. става председател на градския клон в Истанбул. Ердоган участва в междинните парламентарни избори през 1986 г. като кандидат от 6-ти район на Истанбул, но не получава място, тъй като партията му завършва като петата по големина партия на междинните избори. Три години по-късно Ердоган се кандидатира за кмет на район Бейоглу. Той завършва втори на изборите с 22,8% от гласовете. Ердоган е избран в парламента през 1991 г., но му е забранено да заеме мястото си поради преференциално гласуване.

### Кмет на Истанбул (1994 – 1998)
На местните избори през 1994 г. Ердоган се кандидатира за кмет на Истанбул. Той е 40-годишен кандидат „троянски кон“, който е подиграван от основните медии и третиран като селски глупак от опонентите си. Той печели изборите с 25,19% от гласовете, което го прави първият път, когато кмет на Истанбул е избран от политическата си партия.
Той е прагматичен на поста си, справяйки се с много хронични проблеми в Истанбул, включително недостиг на вода, замърсяване и хаос в трафика. Проблемът с недостига на вода е решен с полагането на стотици километри нови тръбопроводи. Проблемът с боклука е решен със създаването на най-съвременни съоръжения за рециклиране. Докато Ердоган е на поста, замърсяването на въздуха е намалено чрез разработен план за преминаване към природен газ. Той сменя обществените автобуси с екологични. Движението и задръстванията в града са намалени с повече от петдесет моста, виадукти и построени магистрали. Той взима предпазни мерки за предотвратяване на корупцията, като използва мерки, за да гарантира, че общинските средства се използват разумно. Той изплаща голяма част от дълга на Голяма община Истанбул от два милиарда долара и инвестира четири милиарда долара в града. Той също отваря кметството за хората, дава своя имейл адрес и установява общински горещи линии.
Ердоган инициира първата кръгла маса на кметовете по време на конференцията в Истанбул, която довежда до глобално организирано движение на кметове. Седемчленно международно жури от ООН единодушно присъжда на Ердоган наградата ООН-Хабитат.

### Лишаване от свобода
През декември 1997 г. в Сиирт Ердоган рецитира стихотворение от произведение, написано от Зия Гьокалп, пан-турски активист от началото на 20-ти век. Неговата рецитация включва стихове, преведени като „Джамиите са нашите казарми, куполите – нашите каски, минаретата – нашите щикове, а верните – нашите войници...“, които не са в оригиналната версия на поемата. Съгласно член 312/2 от турския наказателен кодекс неговото рецитиране е оценено от съдията като подбуждане към насилие и религиозна или расова омраза. В своя защита Ердоган казва, че поемата е публикувана в одобрени от държавата книги. Как тази версия на стихотворението се озовава в книга, публикувана от Турския институт по стандартизация, остава тема на дискусия.
Ердоган получава присъда от десет месеца затвор. Той е принуден да се откаже от кметския пост заради присъдата си. Присъдата предвижда и политическа забрана, която му пречи да участва в избори. Той обжалва присъдата да бъде преобразувана в парична глоба, но вместо това тя е намалена на 4 месеца (24 март 1999 г. до 27 юли 1999 г.).
Той е преместен в затвора Пънархисар в Къркларели. В деня, в който Ердоган влиза в затвора, той пуска албум, наречен „Tази песен не свършва тук“. Албумът включва списък с песни от седем стихотворения и става най-продаваният албум в Турция през 1999 г., продаден в над един милион копия. През 2013 г. Ердоган отново посещава затвора Пънархисар за първи път от четиринадесет години. След посещението той казва: „За мен Пънархисар е символ на прераждането, където подготвихме създаването на Партията на справедливостта и развитието“.

### Партия на справедливостта и развитието
Ердоган е бил член на политически партии, които все са били забранявани от армията или съдиите. В рамките на неговата Партия на добродетелта има спор относно подходящия дискурс на партията между традиционни политици и прореформаторски политици. Последният предвижда партия, която може да действа в границите на системата и по този начин да не бъде забранена като своите предшественици като Партията на националния ред, Партията на националното спасение и Партията на благоденствието. Те искат да придадат на групата характер на обикновена консервативна партия, чиито членове са мюсюлмански демократи по примера на европейските християндемократи.
Когато Партията на добродетелта също е забранена през 2001 г., настъпва окончателно разцепление: последователите на Неджметин Ербакан основават Партията на благоденствието (SP), а реформаторите основават Партията на справедливостта и развитието (AKP) под ръководството на Абдула Гюл и Ердоган. Прореформаторските политици осъзнават, че една чисто ислямска партия никога няма да бъде приета като управляваща партия от държавния апарат и вярват, че ислямската партия не се харесва на повече от около 20 процента от турския електорат. Партията на Ердоган категорично се позиционира като широка демократична консервативна партия с нови политици от политическия център (като Али Бабаджан и Мевлют Чавушоглу), като същевременно зачита ислямските норми и ценности, но без изрична религиозна програма. Това се оказва успешно, тъй като новата партия печели 34% от гласовете на общите избори през 2002 г. Ердоган става министър-председател през март 2003 г., след като правителството на Гюл прекратява политическата му забрана.

## Премиерство
Съдебното минало на Ердоган не му позволява да стане министър-председател, но след началото на операцията срещу Ирак турският елит, ориентиран към САЩ, дава съгласие за изменение на закона и Ердоган възглавява правителството, водено от Абдула Гюл през 2002 – 2003 г. Турция взима решение да въведе войски в Северен Ирак. Ердоган е привърженик за влизането на Турция в Евросъюза.
През 2005 г. поддържа Алианса на цивилизациите – инициатива на министър-председателя на Испания Хосе Луис Родригес Сапатеро за намаляване на напрежението между ислямския и западния свят.
През 2009 г. участва в Световния икономически форум в Давос, където подлага на рязка критика президента Шимон Перес, защитаващ позицията на Израел при провеждане в Ивицата Газа на операцията „Разтопено олово“.
През юли 2009 г. по време на срещата на Голямата седморка в Акуила рязко критикува Китай за смазване на уйгурската демонстрация в гр. Урумчи, използвайки силния израз:
 „Против уйгурите практически беше извършен геноцид.“

На 13 януари 2010 г. посещава Московския държавен институт по международни отношения, където е обявен за почетен доктор на университета и изнася лекция.
През декември 2013 г. избухва корупционен скандал в Турция в резултат от криминално разследване на няколко ключови членове на турското правителство на министър-председателя Реджеп Ердоган. Повечето от въвлечените в скандала са членове на неговата Партия на справедливостта и развитието.

## Президентство
Ердоган полага клетва на 28 август 2014 г. и става 12-ият президент на Турция. След него клетва полага и новия министър-председател Ахмет Давутоглу на 29 август. Когато го питат за по-ниския си от очаквания дял от гласовете от 51,79%, той отговаря, че „имаше дори такива, които не харесваха Пророка. Аз обаче спечелих 52%“. Поемайки ролята на президент, Ердоган е критикуван за това, че открито заявява, че няма да поддържа традицията на президентския неутралитет. Ердоган също така заявява намерението си да преследва по-активна роля като президент, като например да използва рядко използваните правомощия на президента да свика в кабинета. Политическата опозиция твърди, че Ердоган ще продължи да преследва своя собствена политическа програма, контролирайки правителството, докато новият му министър-председател Ахмет Давутоглу ще бъде послушен и покорен. Освен това доминирането на лоялни поддръжници на Ердоган в кабинета на Давутоглу подхранва спекулациите, че Ердоган възнамерява да упражнява значителен контрол върху правителството.

### Президентски избори
На 1 юли 2014 г. Ердоган е обявен за кандидат за президент на ПСР на президентските избори в Турция. Кандидатурата му е обявена от заместник-председателя на ПСР Мехмет Али Шахин.
Ердоган прави реч след съобщението и използва „логото на Ердоган“ за първи път. Логото е критикувано, защото е много подобно на логото, което президентът на САЩ Барак Обама използва на президентските избори през 2008 г.
Ердоган е избран за президент на Турция на първия тур на изборите с 51,79% от гласовете, избягвайки необходимостта от балотаж, като печели над 50%. Съвместният кандидат на CHP, MHP и 13 други опозиционни партии, бившият генерален секретар на Организацията за ислямско сътрудничество Екмеледдин Ихсаноглу печели 38,44% от гласовете. Прокюрдският кандидат на HDP Селахатин Демирташ печели 9,76%.
Президентските избори в Турция през 2018 г. се провеждат като част от общите избори през 2018 г., заедно с парламентарните избори на същия ден. След одобрението на конституционните промени на референдум, проведен през 2017 г., избраният президент ще бъде както държавен глава, така и ръководител на правителството на Турция, като поеме последната роля от длъжността на министър-председателя, която предстои да бъде премахната.
Действащият президент Реджеп Тайип Ердоган обявява кандидатурата си за Народния алианс (на турски: Cumhur İttifakı) на 27 април 2018 г., подкрепен от MHP. Основната опозиция на Ердоган, Републиканската народна партия, номинира Мухарем Индже, член на парламента, известен със своята борбена опозиция и оживени речи срещу Ердоган. Освен тези кандидати, Мерал Акшенер, основател и лидер на Добрата партия, Темел Карамоллаоглу, лидер на Партията на Фелисити и Догу Перинчек, лидер на Патриотичната партия, обявяват своите кандидатури и събират 100 000 подписа, необходими за номиниране. Алиансът, на който е кандидат Ердоган, печели 52,59% от гласовете.
За президентските избори през 2023 г. кандидатурата му е оспорвана, тъй като той стартира кампанията си през юни 2022 г., но опозицията твърди, че третият президентски мандат би нарушил конституцията. По време на първия тур на президентските избори през 2023 г. Ердоган не успява да премине прага от 50%, което довежда до балотаж срещу Кемал Кълъчдароглу. На 28 май 2023 г. Ердоган печели втория тур с 52,14% от гласовете при над 99% от общия преброен вот.

#### Референдум
През април 2017 г. се провежда конституционен референдум, на който гласоподавателите в Турция (и турските граждани в чужбина) одобряват набор от 18 предложения за изменения на конституцията на Турция. Измененията включват замяната на съществуващата парламентарна система с президентска система. Постът министър-председател ще бъде премахнат, а президентството ще стане изпълнителен пост с широки изпълнителни правомощия. Местата в парламента ще бъдат увеличени от 550 на 600, а възрастта за кандидатстване в парламента е намалена от 25 на 18 години. Референдумът също така призовава за промени във Върховния съвет на съдиите и прокурорите.

#### Местни избори
На местните избори през 2019 г. управляващата партия AKP губи контрол над Истанбул и Анкара за първи път от 25 години, както и 5 от 6-те най-големи града в Турция. Загубата се приписва широко на лошото управление на турската икономическа криза от страна на Ердоган, на нарастващия авторитаризъм, както и на предполагаемото бездействие на правителството по кризата със сирийските бежанци. Скоро след изборите Висшият избирателен съвет на Турция разпорежда нови избори в Истанбул, анулирайки кметското удостоверение на Екрем Имамоглу. Решението довежда до значително намаляване на популярността на Ердоган и AKP и партията му отново губи изборите през юни с по-голяма преднина. Резултатът е възприет като огромен удар за Ердоган, който веднъж казва, че ако партията му „изгуби Истанбул, ние ще загубим Турция“. Победата на опозицията беше характеризирана като „началото на края“ за Ердоган, като международните коментатори наричат повторното гласуване огромна грешка на правителството, довела до потенциална кандидатура на Имамоглу за следващите насрочени президентски избори. Подозира се, че мащабът на поражението на правителството може да провокира промени в кабинета и предсрочни общи избори, които понастоящем са насрочени за юни 2023 г.
Правителствата на Нова Зеландия и Австралия и опозиционната партия CHP критикуват Ердоган, след като той многократно показва видеозапис, направен от стрелеца в джамията в Крайстчърч, на своите поддръжници на предизборни митинги за местните избори на 31 март и казва, че австралийците и новозеландците, дошли в Турция с антимюсюлмански настроения „ще бъдат изпратени обратно в ковчези като техните дядовци“ в Галиполи.

### Вътрешна политика

#### Президентски дворец
Ердоган получава критики и за изграждането на нов дворец, наречен Ak Saray (чисто бял дворец), който заема около 50 акра от горската ферма на Ататюрк (AOÇ) в Анкара. Тъй като AOÇ е защитена земя, са издадени няколко съдебни разпореждания за спиране на строителството на новия дворец, въпреки че строителните работи продължават въпреки това. Опозицията определя този ход като явно пренебрегване на върховенството на закона. Проектът е обект на тежки критики и са отправени обвинения; корупция по време на строителния процес, унищожаването на дивата природа и пълното заличаване на зоологическата градина в AOÇ, за да се направи път за новото съединение. Фактът, че дворецът е технически нелегален, довежда до това, че е заклеймен като „Kaç-Ak Saray“, думата kaçak на турски означава „незаконно“.
Ак Сарай първоначално е проектиран като нов кабинет за министър-председателя. Въпреки това, след като поема президентството, Ердоган обявява, че дворецът ще се превърне в новия президентски дворец, като част от Президентски комплекс (Турция), докато имението Çankaya ще бъде използвано от министър-председателя. Този ход се разглежда като историческа промяна, тъй като имението Çankaya се използва като емблематичен офис на президентството от самото му създаване. Ak Saray разполага с почти 1000 стаи и струва 350 милиона щатски долара (270 милиона евро), което води до огромни критики по времето, когато авариите в минното дело и правата на работниците доминират в дневния ред.
На 29 октомври 2014 г. Ердоган трябва да проведе прием за Деня на републиката в новия дворец, за да отбележи 91-ата годишнина на Република Турция и официално да открие президентския дворец. Въпреки това, след като повечето поканени участници обявяват, че ще бойкотират събитието, заради минния инцидент в района на Ерменек в Караман, приемът е отменен.

#### Медиите
Президентът Ердоган и неговото правителство продължават да настояват за съдебни действия срещу останалата свободна преса в Турция. Последният вестник, който е иззет, е Zaman, през март 2016 година. След конфискацията, Мортън Абрамовиц и Eрик Eделман, бивши посланици на САЩ в Турция, осъждат действията на президента Ердоган в становище, публикувано от The Washington Post: „Очевидно сега демокрацията не може да процъфти под управлението на Ердоган". „Общият темп на реформите в Турция не само се забавя, но в някои ключови области, като свободата на изразяване и независимостта на съдебната власт, настъпва регрес, което е особено тревожно“, заявява докладчикът Кати Пири през април 2016 г. след като Европейският парламент приема своя годишен доклад за напредъка на Турция.
На 22 юни 2016 г. президентът Реджеп Тайип Ердоган заявява, че се смята за успешен в „унищожаването“ на турски граждански групировки, „работещи срещу държавата“, заключение, потвърдено няколко дни по-рано от Седат Лачинер, професор по международни отношения и ректор на Университетът в Чанаккале – ,,18 март": „Обявяването на невъоръжена и мирна опозиция, осъждайки хората на несправедливо наказание по погрешни обвинения в терор, ще подхрани истински тероризъм в Турция на Ердоган. Оръжията и насилието ще станат единствената алтернатива за законно изразяване на свободна мисъл“.
След опита за преврат са арестувани над 200 журналисти и затворени над 120 медии. Журналистите от Cumhuriyet са задържани през ноември 2016 г. след дългогодишни репресии срещу вестника. Впоследствие „Репортери без граници“ наричат Ердоган „враг на свободата на печата“ и заявяват, че „крие агресивната си диктатура под фурнир на демокрацията“.
През април 2017 г. Турция блокира целия достъп до Уикипедия поради спор за съдържание. Турското правителство отменя забраната за Уикипедия след две години и половина на 15 януари 2020 г., като възстановява достъпа до онлайн енциклопедията месец, след като върховният съд на Турция решава, че блокирането на Уикипедия е противоконституционно.
На 1 юли 2020 г. в изявление, направено до членовете на партията си, Ердоган обявява, че правителството ще въведе нови мерки и разпоредби за контрол или затваряне на платформи за социални медии като Ютюб, Tуитър и Нетфликс. Чрез тези нови мерки всяка компания ще трябва да назначава официален представител в страната, който да отговоря на правни проблеми. Решението идва, след като редица потребители на Tуитър обиждат дъщеря му Есра, след като тя приветства четвъртото си дете.

#### Извънредно положение и прочиствания
На 20 юли 2016 г. президентът Ердоган обявява извънредно положение, като посочва като оправдание опита за държавен преврат. За първи път е планирано да продължи три месеца. Турският парламент одобрява тази мярка. По-късно извънредното положение е удължено с още три месеца, на фона на продължаващите турски чистки през 2016 г., включително цялостни чистки на независими медии и задържане на десетки хиляди турски граждани, политически противопоставени на Ердоган. До март 2018 г. са арестувани над 50 000 души и над 160 000 са уволнени от работните си места.
През август 2016 г. Ердоган започва да събира журналисти, които публикуват или които ще публикуват статии, разпитващи за корупцията в администрацията на Ердоган и ги лишава от свобода. Броят на турските журналисти, затворени от Турция, е по-висок от която и да е друга държава, включително всички тези журналисти, затворени в Северна Корея, Куба, Русия и Китай, взети заедно. След опита за преврат от юли 2016 г. администрацията на Ердоган започва да събира десетки хиляди лица, както от правителството, така и от публичния сектор, и ги затваря по обвинения в предполагаем „тероризъм“. В резултат на тези арести мнозина в международната общност се оплакват от липсата на подходящ съдебен процес при затварянето на опозицията на Ердоган.
През април 2017 г. Ердоган въвежда успешно законодателство, което на практика прави незаконно турското законодателно управление да разследва изпълнителната си власт. Без контрола и баланса на свободата на словото и свободата на турския законодателен орган да го държи отговорен за действията си, мнозина оприличават настоящата форма на управление на Турция на диктатура само с номинални форми на демокрация на практика. По времето на успешното приемане на Ердоган на най-новото законодателство, заглушаващо опозицията му, президентът на САЩ Доналд Тръмп се обажда на Ердоган, за да го поздрави за ,,скорошната му победа на референдума".
На 29 април 2017 г. администрацията на Ердоган започва вътрешно блокиране на Уикипедия чрез вътрешната турска система за филтриране в Интернет. Това блокиращо действие се провежда, след като правителството за първи път отправя искане към Уикипедия да премахне така нареченото „обидно съдържание“. В отговор съоснователят на Wikipedia Джими Уелс отговоря чрез публикация в Tуитър, заявявайки: ,,Достъпът до информация е основно човешко право. Турски граждани, аз винаги ще стоя до вас и ще се боря за това право."
През януари 2016 г. повече от 1000 учени подписват петиция, критикуваща военните действия на Турция срещу етнически кюрдски градове и квартали в източната част на страната, като Сур (квартал на Диарбакър), Силван, Нусайбин, Джизре и Силопи, и искат край на насилието. Ердоган обвинява подписващите петицията в „терористична пропаганда“, като ги нарича „най-мрачните от хората“. Той призовава за действия от институции и университети, заявявайки: ,,Всеки, който се е възползвал от тази държава, но сега е враг на държавата, трябва да бъде наказан без допълнително забавяне". За броени дни са арестувани над 30 от подписалите, много от техните домове са подложени на набези в ранни зори. Въпреки че всички са освободени бързо, почти половината са уволнени от работните си места, което предизвиква донос от Турската научна академия за такова ,,грешно и обезпокоително" лечение. Ердоган се зарича, че академиците ще платят цената за ,,изпадането в ямата на предателството".
На 8 юли 2018 г. Ердоган уволнява 18 000 служители за предполагаеми връзки с базирания в САЩ проповедник Фетулах Гюлен, малко преди да поднови мандата си на президент. От отстранените, 9000 са полицаи с 5000 от въоръжените сили с добавяне на стотици академици.

### Външна политика

#### Европа
През февруари 2016 г. Ердоган заплашва да изпрати милионите бежанци в Турция до страните членки на ЕС, като казва: „Можем да отворим вратите за Гърция и България по всяко време и да качим бежанците в автобуси ... И така, как ще се справите с бежанците, ако не получите сделка?"
В интервю за списание Der Spiegel, немският министър на отбраната Урсула фон дер Лайен заявява на 11 март 2016 г., че кризата с бежанците е превърнала доброто сътрудничество между ЕС и Турция в „съществено важен“ въпрос. ,,Следователно е правилно да продължим преговорите за присъединяването на Турция към ЕС".
В своята резолюция „Функционирането на демократичните институции в Турция“ от 22 юни 2016 г. Парламентарната асамблея на Съвета на Европа предупреждава, че „последните събития в Турция, свързани със свободата на медиите и изразяването, ерозията на върховенството на закона и нарушенията на човешките права във връзка с операциите за сигурност срещу тероризма в Югоизточна Турция ... повдигнаха сериозни въпроси относно функционирането на нейните демократични институции".
През януари 2017 г. Ердоган заявява, че за изтегляне на турските войски от Северен Кипър ,,не може да става и дума" и Турция ще остане в Кипър ,,завинаги".
През септември 2020 г. Ердоган заявява подкрепата на правителството си за Азербайджан след сблъсъците между арменските и азербайджанските сили за спорния регион Нагорни Карабах. Той отхвърля исканията за прекратяване на огъня.
През май 2022 г. Ердоган изразява противопоставянето си на присъединяването на Швеция и Финландия към НАТО, като обвинява двете страни в толериране на групи, които Турция класифицира като терористични организации, включително кюрдските бойни групировки PKK и YPG и поддръжниците на Фетхуллах Гюлен.

#### Гърция
Има дългогодишен спор между Турция и Гърция в Егейско море. Ердоган предупреждава, че Гърция ще плати „висока цена“, ако корабът за проучване на газ на Турция – в това, което Турция казва, че са спорни води – бъде нападнат. Той смята обратното приемане на Гърция във военния съюз НАТО за грешка, твърдейки, че те си сътрудничат с терористите.

#### Диаспора
През март 2017 г. турският президент Реджеп Тайип Ердоган заявява пред турците в Европа: ,,Правете не три, а пет деца. Защото вие сте бъдещето на Европа. Това ще бъде най-добрият отговор на несправедливостите срещу вас." Това се тълкува като империалистически призив за демографска война.
Според The Economist, Ердоган е първият турски лидер, който се отнася сериозно към турската диаспора, което създава търкания в тези диаспорни общности и между турското правителство и няколко негови европейски колеги.

#### Балканите
През февруари 2018 г. президентът Ердоган изразява подкрепата на Турция за позицията на Република Македония по време на преговорите по спора за името на Македония, като казва, че позицията на Гърция е погрешна.
През март 2018 г. президентът Ердоган критикува косовския министър-председател Рамуш Харадинай за това, че е уволнил своя вътрешен министър и шеф на разузнаването, тъй като не го е информирал за неразрешена и незаконна тайна операция, проведена от Националната разузнавателна организация на Турция на територията на Косово, довела до ареста на шестима души, за които се твърди, че са свързани с движението на Гюлен.
На 26 ноември 2019 г. земетресение удря района на Дуръс в Албания. Президентът Ердоган изразява своите съболезнования и цитирайки близките албанско-турски отношения, той ангажира Турция да възстанови 500 разрушени от земетресението домове и други граждански структури в Лач, Албания. В Истанбул Ердоган организира и присъства на донорска конференция (8 декември) за подпомагане на Албания, включваща турски бизнесмени, инвеститори и албанския министър-председател Еди Рама.

#### Обединено кралство
През май 2018 г. британският министър-председател Тереза Мей приветства Ердоган в Обединеното кралство за тридневно държавно посещение. Ердоган заявява, че Обединеното кралство е „съюзник и стратегически партньор, но също така и истински приятел. Сътрудничеството, което имаме, надхвърля всеки механизъм, който сме установили с други партньори.“

#### САЩ
С течение на времето Турция започва да търси начини да закупи собствена система за противоракетна отбрана и също така да използва тази поръчка за изграждане на собствен капацитет за производство и продажба на система за противовъздушна и противоракетна отбрана. Турция се заема сериозно с придобиването на система за противоракетна отбрана в началото на първата администрация на Обама, когато се открива конкуренция между системата Raytheon Patriot PAC 2 и системи от Европа, Русия и дори Китай.
Възползвайки се от новия спад в американско-турските отношения, Путин вижда своя шанс да използва продажбата на С-400 на Турция, така че през юли 2017 г. той предлага системата за противовъздушна отбрана на Турция. През следващите месеци Съединените щати предупреждават Турция, че покупката на С-400 застрашава покупката на F-35 от Турция. Интегрирането на руската система в мрежата за противовъздушна отбрана на НАТО също е изключено. Представители на администрацията, включително Марк Еспър, предупреждават, че Турция трябва да избира между С-400 и F-35. Те не могат да имат и двете.
Доставките на С-400 за Турция започват на 12 юли. На 16 юли Тръмп споменава пред репортери, че задържането на F-35 от Турция е несправедливо. Президентът казва: „Така че това, което се случва, е, че имаме ситуация, в която Турция е много добра с нас, много добра, и ние сега казваме на Турция, че тъй като наистина сте били принудени да купите друга ракетна система, ние няма да ви продадем изтребителите F-35."
Конгресът на САЩ дава ясно да се разбере на двупартийна основа, че очаква президентът да санкционира Турция за закупуване на руско оборудване. Извън F-35, Турция сега обмисля закупуването на руски реактивен изтребител от пето поколение Су-57.
На 1 август 2018 г. Министерството на финансите на САЩ санкционира двама висши министри от турското правителство, които са участвали в задържането на американския пастор Андрю Брънсън. Ердоган казва, че поведението на САЩ ще принуди Турция да търси нови приятели и съюзници. Напрежението между САЩ и Турция изглежда е най-сериозната дипломатическа криза между съюзниците в НАТО от години насам.
Бившият съветник по националната сигурност на Тръмп Джон Болтън твърди, че президентът Доналд Тръмп е казал на Ердоган, че ще се „погрижи“ за разследването срещу турската държавна банка Халкбанк, обвинена в банкови измами и пране на до 20 милиарда долара от името на ирански организации. Турция разкритикува книгата на Болтън, заявявайки, че включва подвеждащи разкази за разговори между Тръмп и Ердоган.
През август 2020 г. бившият вицепрезидент и кандидат за президент Джо Байдън призовава за нов подход на САЩ към президента „автократ“ Ердоган и подкрепа за турските опозиционни партии. През септември 2020 г. Байдън настоява Ердоган да „стои настрана“ от войната за Нагорни Карабах между Азербайджан и Армения, в която Турция подкрепя азерите.

#### Израел
Отношенията между Турция и Израел започват да се нормализират, след като израелският министър-председател Нетаняху официално се извинява за смъртта на деветима турски активисти по време на нападението на флотилията в Газа. Въпреки това, в отговор на конфликта Израел – Газа през 2014 г., Ердоган обвинява Израел, че е „по-варварски от Хитлер“ и провежда „държавен тероризъм“ и „опит за геноцид“ срещу палестинците.
През декември 2017 г. президентът Ердоган отправя предупреждение към Доналд Тръмп, след като президентът на САЩ признава Йерусалим за столица на Израел. Ердоган заявява, че „Йерусалим е червена линия за мюсюлманите“, като посочва, че назоваването на Йерусалим като столица на Израел би отчуждило палестинците и другите мюсюлмани от града, подкопавайки надеждите за бъдеща столица на палестинска държава. Ердоган нарича Израел „терористична държава“. Нафтали Бенет отхвърля заплахите, твърдейки, че „Ердоган не пропуска възможност да атакува Израел“.
През април 2019 г. Ердоган казва, че Западният бряг принадлежи на палестинците, след като израелският премиер Бенямин Нетаняху казва, че ще анексира израелските селища в окупираните палестински територии, ако бъде преизбран.
Ердоган осъжда мирното споразумение между Израел и ОАЕ, заявявайки, че Турция обмисля спиране или прекъсване на дипломатическите отношения с Обединените арабски емирства като отговор.
Отношенията се нормализират от 2021 г., когато двете страни започват да подобряват отношенията си. През март 2022 г. израелският президент Исак Херцог посещава Турция, където се среща с Ердоган. Двете страни се договорят да възстановят дипломатическите отношения през август 2022 г.

#### Гражданска война в Сирия
Дипломатическите отношения между Турция и Сирия значително се влошават поради сирийската гражданска война. Първоначално, докато десетки хиляди сирийски бежанци вече са пресекли границата с Турция, турските власти се опитват да убедят сирийския президент Башар Асад да направи значителни реформи, за да облекчи конфликта и да успокои протестите. Последната такава среща се състои на 9 август 2011 г. по време на седемчасова среща между Асад и турския президент Ахмет Давутоглу, давайки на последния титлата „последният европейски лидер, посетил Асад“.
Турция се намесва в жесток конфликт с Ислямска държава (ИД) като част от разпространението на Гражданската война в Сирия. ИД извърши серия от атаки срещу турски войници и цивилни. Във видеоклип на ISIS, където двама турски войници са изгорени живи, турският президент Ердоган е словесно нападнат от ISIS и заплашен с унищожаването на Турция. Турция се присъединява към международната военна интервенция срещу Ислямска държава през 2015 г. Операцията на турските въоръжени сили „Щитът на Ефрат“ е насочена срещу ИД и районите около Джарабулус и ал Баб са завладени от ИД.
През януари 2018 г. турската армия и нейните съюзници Сирийска национална армия и Шам легион започват операция „Маслинова клонка“ в Африн в Северна Сирия срещу кюрдската въоръжена група YPG. През октомври 2019 г. Съединените щати дават зелена светлина на турската офанзива през 2019 г. в Североизточна Сирия, въпреки че наскоро са се съгласили за буферна зона в Северна Сирия. Войските на САЩ в Северна Сирия са изтеглени от границата, за да се избегне намесата в турската операция. След изтеглянето на САЩ, Турция продължава да атакува автономната администрация на Северна и Източна Сирия. Отхвърляйки критиките за инвазията, Ердоган заявява, че страните от НАТО и Европейския съюз „застават на страната на терористите и всички те ни нападнаха“. След това Ердоган подава наказателна жалба срещу френското списание Le Point, след като го обвинява в провеждане на етническо прочистване в района. Проучване на Metropoll Research установява, че 79% от турските респонденти изразяват подкрепа за операцията.

#### Китай
Двустранната търговия между Турция и Китай се увеличава от 1 милиард долара годишно през 2002 г. до 27 милиарда долара годишно през 2017 г. Ердоган заявява, че Турция може да обмисли присъединяване към Шанхайската организация за сътрудничество вместо към Европейския съюз.
През 2009 г. Ердоган обвинява Китай в „геноцид“ срещу уйгурите в Синцзян, но по-късно променя реториката си. През 2019 г. турското външно министерство излиза с изявление, осъждащо това, което описва като „повторно въвеждане на концентрационни лагери в 21-ви век“ от Китай и „голяма причина за срам за човечеството“.

#### Катарска блокада
През юни 2017 г. по време на реч Ердоган нарича изолацията на Катар „нехуманна и против ислямските ценности“ и че „обезпокояването на Катар чрез клеветнически кампании няма смисъл“.

#### Мианмар
През септември 2017 г. Ердоган осъжда преследването на мюсюлманите в Мианмар и обвинява Мианмар в „геноцид“ срещу мюсюлманското малцинство.

#### Венецуела
Отношенията с Венецуела са засилени с последните събития и взаимни посещения на високо равнище. Първото официално посещение между двете страни на президентско ниво е през октомври 2017 г., когато президентът на Венецуела Николас Мадуро посещава Турция. През декември 2018 г. Ердоган посещава Венецуела за първи път и изразява волята си да изгради силни отношения с Венецуела и изразява надежда, че посещенията на високо ниво „ще продължат все повече“.
Ройтерс съобщава, че през 2018 г. 23 тона добито злато са били отнесени от Венецуела в Истанбул. През първите девет месеца на 2018 г. износът на злато от Венецуела за Турция нараства от нула през предходната година до 900 милиона щатски долара.
По време на президентската криза във Венецуела Ердоган изразява солидарност с президента на Венецуела Николас Мадуро и разкритикува санкциите на САЩ срещу Венецуела, като казва, че „политическите проблеми не могат да бъдат решени чрез наказване на цяла нация“.
След опита за въстание във Венецуела през 2019 г., Ердоган осъжда действията на депутата Хуан Гуайдо, туитвайки: „Тези, които се опитват да назначат постмодерен колониален губернатор на Венецуела, където президентът е назначен чрез избори и където хората управляват, трябва да знаят, че само демократичните избори могат да определят как се управлява една страна“.

#### Украйна и руската инвазия в Украйна
През 2016 г. Ердоган казва на украинския си колега Петро Порошенко, че Турция няма да признае руското анексиране на Крим през 2014 г.; наричайки го „окупация на Крим“.
По време на руската инвазия в Украйна през 2022 г. Ердоган действа като медиатор и мирен посредник. На 10 март 2022 г. Турция е домакин на тристранна среща с Украйна и Русия в рамките на Дипломатическия форум в Анталия, което го направи първите разговори на високо ниво след инвазията. След мирните преговори в Истанбул на 29 март 2022 г. Русия решава да напусне районите около Киев и Чернигов. На 22 юли 2022 г., заедно с ООН, Турция посредничи в сделка между Русия и Украйна за разчистване на пътя за износ на зърно от украинските пристанища след продоволствената криза от 2022 г. На 21 септември 2022 г. рекордно много от 215 украински войници, включително бойци, ръководили отбраната на стоманодобивния комбинат Азовстал в Мариупол, са освободени при размяна на пленници с Русия след посредничеството на турския президент Ердоган. Като част от споразумението освободените пленници остават в Турция до края на войната.
Въпреки че Турция затваря Босфора за руски военноморски подкрепления, налага санкциите на ООН и доставя на Украйна военно оборудване като дронове Bayraktar TB2 и превозни средства BMC Kirpi, тя не участва в някои санкции като затварянето на турското въздушно пространство за руски цивилни и продължава диалога с руския президент Владимир Путин. Ердоган повтаря позицията си относно Крим през 2022 г., като казва, че международното право изисква Русия да върне Крим на Украйна.

### Събития

#### Опит за държавен преврат
На 15 юли 2016 г. е извършен опит за държавен преврат от военните с цел отстраняване на Ердоган от правителството. До следващия ден правителството на Ердоган успява да възстанови ефективния контрол в страната. Съобщава се, че нито един държавен служител не е бил арестуван или наранен, което, наред с други фактори, повдига подозрението за събитие с фалшив флаг, организирано от самото правителство.
Ердоган, както и други правителствени служители, обвиняват духовника в изгнание и бивш съюзник на Ердоган, Фетхуллах Гюлен, за организирането на опита за преврат. Сюлейман Сойлу, министър на труда в правителството на Ердоган, обвинява САЩ, че планират преврат, за да свалят Ердоган от власт.
Ердоган, както и други високопоставени турски правителствени служители, отправят многократни искания към САЩ да екстрадират Гюлен.
След опита за преврат се наблюдава значително влошаване на турско-американските отношения. Европейски и други световни лидери изразяват загрижеността си относно ситуацията в Турция, като много от тях предупреждават Ердоган да не използва опита за преврат като извинение за репресии срещу опонентите си.
Възходът на ISIS и крахът на кюрдския мирен процес довеждат до рязко нарастване на терористичните инциденти в Турция до 2016 г. Ердоган е обвинен от своите критици, че има „мек ъгъл“ за ISIS. Въпреки това, след опита за преврат, Ердоган нарежда на турските военни да влязат в Сирия, за да се борят с ISIS и кюрдските бойни групи. Критиците на Ердоган заклеймяват чистките в образователната система и съдебната система като подкопаване на върховенството на закона, но поддръжниците на Ердоган твърдят, че това е необходима мярка, тъй като училищата, свързани с Гюлен, изневеряват на приемните изпити, което изисква чистка в образователната система и на последователи на Гюлен, които след това влизат в съдебната система.
Планът на Ердоган е ,,да възстанови Турция като президентска система. Планът ще създаде централизирана система, която ще му позволи да се справи по-добре с вътрешните и външните заплахи на Турция. Едно от основните препятствия, за които се твърди, че стоят на пътя му, е движението на Фетхуллах Гюлен..." След опита за преврат в Турция през 2016 г. се появява вълна от национално единство и консенсус за разбиване на превратаджиите с митинг за национално единство, проведен в Турция, който включва ислямисти, секуларисти, либерали и националисти. Ердоган използва този консенсус, за да премахне последователите на Гюлен от бюрокрацията, да ограничи ролята им в неправителствените организации, Министерството на религията на Турция и турската армия, като 149 генерали са уволнени. В промяна на външната политика Ердоган нарежда на турските въоръжени сили да влязат в битка в Сирия и освобождават градове от контрола на ИД. Тъй като отношенията с Европа се влошават след опита за преврат, Ердоган разработва алтернативни отношения с Русия, Саудитска Арабия и „стратегическо партньорство“ с Пакистан, с планове за култивиране на отношения чрез споразумения за свободна търговия и задълбочаване на военните отношения за взаимно сътрудничество с регионалните съюзници на Турция.

#### Земетресение през 2023 г.
На 6 февруари 2023 г. по време на неговото управление се случва катастрофално земетресение в Югоизточна Турция и Северозападна Сирия, което убива повече от 50 000 души.

## Идеология и публичен имидж
В началото на премиерския си мандат Ердоган е възхваляван като модел за подражание за нововъзникващите близкоизточни нации поради няколко пакета реформи, инициирани от неговото правителство, които разширяват религиозните свободи и правата на малцинствата като част от преговорите за присъединяване към Европейския съюз. Въпреки това правителството му претърпява няколко кризи, включително преврата „Чук“ и съдебните процеси срещу Ергенекон, корупционни скандали, обвинения в медийно сплашване, както и преследването на все по-поляризиращ политически дневен ред; опозицията обвинява правителството в подбуждане на политическа омраза в цялата страна. Той също така е описан като „отдавна защитаващ ислямистки каузи“.

### Зия Гьокалп
През 2019 г. Ердоган отново рецитира публично стихотворението „Войнишка молитва“ на Зия Гьокалп, както прави през 1997 г. Според Ханс-Лукас Кизер тези рецитации издават желанието на Ердоган да създаде идеала на Гьокалп отпреди 1923 г., тоест „модерна, водена от лидер ислямско-турска държава, простираща се отвъд границите на Лозанския договор“.

### Османизъм
Като президент, Ердоган ръководи възраждането на османската традиция, поздравявайки палестинския президент Махмуд Абас с церемония в османски стил в новия президентски дворец, с гвардейци, облечени в костюми, представляващи основателите на 16 велики турски империи в историята. Докато служи като министър-председател на Турция, ПСР на Ердоган се позовава на османската епоха по време на предизборни кампании, като например нарича своите поддръжници „внуци на османците“ (Osmanlı torunu). Това се оказва противоречиво, тъй като е възприето като открита атака срещу републиканската природа на съвременна Турция, основана от Мустафа Кемал Ататюрк. През 2015 г. Ердоган прави изявление, в което одобрява стария османски термин külliye за обозначаване на университетски кампуси, а не стандартната турска дума kampüs. По този начин много критици обвиняват Ердоган, че иска да стане османски султан и да изостави светските и демократични пълномощия на републиката. Един от най-цитираните живи учени, Ноам Чомски, казва, че „Ердоган в Турция всъщност се опитва да създаде нещо като Османския халифат, с него като халиф, върховен лидер, който хвърля тежестта си навсякъде и унищожава останките от демокрация в Турция в същото време“.
Когато е притиснат по този въпрос през януари 2015 г., Ердоган отрича тези твърдения и казва, че ще се стреми да бъде по-скоро като кралица Елизабет II на Обединеното кралство, отколкото като османски султан.
През юли 2020 г., след като Държавният съвет анулира решението на кабинета от 1934 г. за създаване на Света София като музей и отнема статута на паметника, Ердоган нарежда прекласифицирането му като джамия. Указът от 1934 г. е обявен за незаконен както според османските, така и според турските закони, тъй като вакъфът на Света София, подарен от султан Мехмед II, е определил мястото за джамия; поддръжниците на решението твърдят, че Света София е лична собственост на султана. Това преназначаване е противоречиво и предизвиква осъждане от страна на турската опозиция, ЮНЕСКО, Световния съвет на църквите, Светия престол и много други международни лидери. През август 2020 г. той подписва и заповедта, с която прехвърля управлението на църквата Хора на Дирекцията по религиозните въпроси, за да я отвори за богослужение като джамия. Първоначално превърната в джамия от османците, сградата след това е определена като музей от правителството от 1934 г.
През август 2020 г. Ердоган изнася реч, в която казва, че „в нашата цивилизация завоеванието не е окупация или грабеж. То е установяване на господството на справедливостта, която Аллах заповяда в региона. На първо място, нашата нация премахна потисничеството от областите, които тя завладя. Тя установи справедливост. Ето защо нашата цивилизация е цивилизация на завоевания. Турция ще вземе това, което е нейно право в Средиземно море, в Егейско море и в Черно море." През октомври 2020 г., той прави изявление пред Великото народно събрание, че „Йерусалим е наш“, като се позовава на периода на османско владичество над града и възстановяването на неговия Стар град от Сюлейман Великолепни.

### Авторитаризъм
Ердоган служи като фактически лидер на Турция от 2002 г. През последните години от управлението на Ердоган Турция преживява нарастващ авторитаризъм, отстъпление от демокрацията и корупция, както и експанзионизъм, цензура и забрана на партии или несъгласие. В отговор на критиките Ердоган изнася реч през май 2014 г., в която осъжда обвиненията за диктатура, като казва, че лидерът на опозицията Кемал Кълъчдароглу, който присъства на речта, не би могъл да „скита по улиците“ свободно, ако беше диктатор. Кълъчдароглу отговаря, че политическото напрежение ще спре да съществува, ако Ердоган спре да прави поляризиращите си речи за три дни. Един наблюдател казва, че е мярка за състоянието на турската демокрация, че премиерът Ахмет Давутоглу може открито да заплаши на 20 декември 2015 г., че ако партията му не спечели изборите, турските кюрди ще изтърпят повторение на ерата на „бял торос“, турското име за Рено 12, „кола, свързана със страховитите агенти на разузнаването на жандармерията, които са извършили хиляди извънсъдебни екзекуции на кюрдски националисти през 90-те години“.
През април 2014 г. председателят на Конституционния съд, Хашим Кълъч, обвинява Ердоган, че накърнява доверието в съдебната система, определяйки опитите на Ердоган да увеличи политическия контрол над съдилищата като „отчаяни“. По време на хаотичните президентски избори през 2007 г. военните издават електронен меморандум, предупреждаващ правителството да се придържа към границите на секуларизма, когато избира кандидат. Независимо от това, близките отношения на Ердоган с Фетхуллах Гюлен и неговото движение Джемаат позволяват на правителството му да поддържа известна степен на влияние в съдебната система чрез поддръжниците на Гюлен във високи съдебни и бюрократични служби. Малко след това предполагаемият заговор за преврат с кодовото име Sledgehammer (Чук) става публичен и довежда до затварянето на 300 военни офицери, включително Ибрахим Фъртъна, Четин Доган и Енгин Алан. Няколко опозиционни политици, журналисти и военни също са изправени пред съда като предполагаема част от ултранационалистическа организация, наречена Ергенекон.
И двата случая са белязани от нередности и са осъдени като съвместен опит на Ердоган и Гюлен да ограничат опозицията срещу ПСР. Установено е, че оригиналният документ на Sledgehammer, съдържащ плановете за преврат, за който се твърди, че е написан през 2003 г., е бил написан с помощта на Microsoft Word 2007. Въпреки вътрешните и международните призиви тези нередности да бъдат разгледани, за да се гарантира справедлив процес, Ердоган вместо това хвали правителството си за изваждането на светло на заговорите за преврат. Когато Гюлен публично оттегля подкрепата си и открито напада Ердоган в края на 2013 г., няколко затворени военни офицери и журналисти са освободени, като правителството признава, че съдебното производство е несправедливо.
Когато Гюлен оттегля подкрепата си от правителството на ПСР в края на 2013 г., избухва корупционен скандал в правителството, което довеждо до ареста на няколко членове на семействата на министри от кабинета. Ердоган обвинява Гюлен, че координира „паралелна държава“ в съдебната система в опит да го свали от власт. След това той отстранява или преназначава няколко съдебни служители в опит да отстрани поддръжниците на Гюлен от длъжност. „Чистката“ на Ердоган е широко оспорвана и критикувана от Европейския съюз. В началото на 2014 г. парламентът приема нов закон, даващ на правителството по-голям контрол върху съдебната система, което предизвиква обществени протести в цялата страна. Международните организации възприемат закона като опасност за разделението на властите.
Няколко съдебни служители, отстранени от постовете си, казват, че са били отстранени поради техните секуларистки пълномощия. Политическата опозиция обвинява Ердоган, че не само се опитва да отстрани поддръжниците на Гюлен, но и поддръжниците на принципите на Мустафа Кемал Ататюрк, за да проправи пътя за повишена политизация на съдебната система. Няколко членове на семействата на министри на Ердоган, които са арестувани в резултат на корупционния скандал от 2013 г., са освободени и съдебната заповед за разпит на сина на Ердоган Билял Ердоган е отменена. Спорът избухва, когато става ясно, че много от новоназначените съдебни служители всъщност са поддръжници на ПСР. Ислам Чичек, съдия, който отхвърля делата на петима роднини на министри, обвинени в корупция, е обвинен, че е поддръжник на ПСР и е започнато официално разследване на политическите му пристрастия. На 1 септември 2014 г. съдилищата прекратяват делата на 96 заподозрени, включително Билял Ердоган.

### Потискане на несъгласието
Ердоган е критикуван за политизирането на медиите, особено след протестите през 2013 г. Опозиционната Републиканска народна партия (CHP) твърди, че над 1863 журналисти са загубили работата си поради антиправителствените си възгледи през 12-те години управление на AKP. Опозиционните политици също твърдят, че сплашването в медиите се дължи на опита на правителството да преструктурира собствеността на частните медийни корпорации. На журналистите от информационната агенция Cihan и вестника Gülenist Zaman многократно е забранявано да присъстват на правителствени пресконференции или да задават въпроси. Няколко опозиционни журналисти като Сонер Ялчън са спорно арестувани като част от съдебните процеси Eргенекон и разследването на преврата Sledgehammer. Вели Агбаба, политик от CHP, нарича AKP „най-големият медиен бос в Турция“.
През 2015 г. 74 американски сенатори изпращат писмо до държавния секретар на САЩ Джон Кери, за да изразят своята загриженост относно това, което те виждат като отклонения от основните принципи на демокрацията в Турция и потисничеството на Ердоган над медиите.
Известни случаи на медийна цензура се случват по време на антиправителствените протести през 2013 г., когато основните медии не излъчват никакви новини относно демонстрациите в продължение на три дни след началото им. Липсата на медийно отразяване е символизирана от CNN International, отразяваща протестите, докато CNN Türk излъчва документален филм за пингвините по същото време. Върховният съвет на радиото и телевизията (RTÜK) спорно налага глоба на проопозиционните новинарски канали, включително Halk TV и Ulusal Kanal, за тяхното отразяване на протестите, като ги обвинява в излъчване на кадри, които биха могли да бъдат морално, физически и психически дестабилизиращи за децата. Ердоган е критикуван, че не е отговорил на обвиненията в медийно сплашване и предизвиква международно възмущение, след като казва на една журналистка (Амберин Заман от The Economist) да си знае мястото и я нарича „безсрамен бунтовник“ по време на неговата кампания за президентските избори през 2014 г. Докато президентските избори през 2014 г. не са обект на съществени изборни измами, Ердоган отново е критикуван, че е получил непропорционално медийно внимание в сравнение с неговите съперници. Британският вестник The Times коментира, че между 2 и 4 юли държавният медиен канал TRT е дал 204 минути отразяване на кампанията на Ердоган и по-малко от общо 3 минути на двамата му съперници.
Ердоган също така затяга контрола върху интернет, като на 12 септември 2014 г. подписва законопроект, който позволява на правителството да блокира уебсайтове без предварителна съдебна заповед. Неговото правителство блокира Twitter и YouTube в края на март 2014 г. след пускането на запис на разговор между него и сина му Билял, където Ердоган уж предупреждава семейството си да „анулира“ всички парични резерви в дома си на фона на корупционния скандал от 2013 г. Ердоган предприема медийна кампания, която се опитва да представи президентското семейство като пестеливо и просто живеещо; тяхната сметка за електричество в двореца се оценява на 500 000 долара на месец.
През ноември 2016 г. турското правителство блокира достъпа до социални медии в цяла Турция, както и се опитва да блокира напълно достъпа до интернет за гражданите в югоизточната част на страната. След опита за преврат през 2016 г. властите арестуват или затварят повече от 90 000 турски граждани.

### Съдебни дела за обида на президента
През февруари 2015 г. 13-годишно дете е обвинено от прокурор, след като се предполага, че е обидило Ердоган във Facebook. През 2016 г. сервитьор е арестуван за обида на Ердоган, като се твърди, че е казал: „Ако Ердоган дойде тук, дори няма да му сервирам чай.“ Между 2016 и 2023 г. има процеси за обида на президента за това, че е сравнил Ердоган с Голъм, измислен герой от Властелинът на пръстените на Дж. Р. Р. Толкин. През май 2016 г. бившият модел на Мис Турция Мерве Бююксарач е осъдена на повече от година затвор за предполагаема обида на президента. Между 2014 г. и 2019 г. са образувани 128 872 разследвания за обида на президента, а прокурорите са образували 27 717 наказателни дела.

### Случаят Мехмет Аксой
През 2009 г. турският скулптор Мехмет Аксой създава Статуята на човечеството в Карс, за да насърчи помирението между Турция и Армения. При посещението си в града през 2011 г. Ердоган определя статуята като „изрод“ и месеци по-късно тя е разрушена. Аксой съди Ердоган за „морални обезщетения“, въпреки че неговият адвокат казва, че изявлението му е по-скоро критика, отколкото обида. През март 2015 г. съдия нарежда на Ердоган да плати 10 000 лири.

### Ердоганизъм
Терминът Ердоганизъм се появява за първи път малко след победата на Ердоган на общите избори през 2011 г., където се описва предимно като либералните икономически и консервативни демократични идеали на ПСР, съчетани с демагогията и култа към личността на Ердоган.

### Възгледи за малцинствата

#### ЛГБТ хора
През 2002 г. Ердоган казва, че „хомосексуалистите трябва да бъдат законово защитени в рамките на техните права и свободи. От време на време не намираме отношението, което получават на някои телевизионни екрани за хуманно“, казва той. През 2017 г. обаче Ердоган казва, че овластяването на ЛГБТ хората в Турция е „противно на ценностите на нашата нация“.
През 2020 г., на фона на пандемията от COVID-19, водещият мюсюлмански учен в Турция и президент по религиозните въпроси, Али Ербаш, казва в петъчно съобщение за Рамадан, че страната осъжда хомосексуалността, защото „носи болест“, намеквайки, че еднополовите връзки са отговорни за пандемията от COVID-19. Реджеп Тайип Ердоган подкрепя Ербаш, като заявява, че това, което Ербаш „каза, е напълно правилно.“ От 2023 г. Ердоган започва открито да говори срещу ЛГБТ хората, като открито казва, че неговата Коалиция „е против ЛГБТ“ и обвинява турската опозиция, че е ЛГБТ.
През 2023 г. Ердоган обвинява ЛГБТК+ хората, че „подкопават семейните ценности“ в Турция и нарича политическите си опоненти „гейове“ по унизителен начин. Източници от трети страни критикуват това; виждайки го като опит за отвличане на вниманието на обществеността от пропуските на управляващата партия – особено върху икономиката на страната; според тези източници, като се насочва към малцинствените групи в Турция, той събира базата си на фона на продължаващите икономически проблеми в страната, за да повиши перспективите за спечелване на общите избори през 2023 г. в страната си, които се смятат за критични за неговото почти 20-годишно управление.

#### Евреи
Докато Ердоган няколко пъти е заявявал, че е против антисемитизма, той е обвиняван в позоваване на антисемитски стереотипи в публични изявления.

## Личен живот
Ердоган се жени за Емине Ердоган (по баща Гюлбаран; р. 1955 г., Сиирт) на 4 юли 1978 г. Те имат двама сина, Ахмет Бурак (р. 1979) и Неджметин Билял (р. 1981), и две дъщери, Есра (р. 1983) и Сюмейе (р. 1985). Баща му, Ахмет Ердоган, умира през 1988 г., а майка му, Тензиле Ердоган, умира през 2011 г. на 87-годишна възраст.
Ердоган има брат Мустафа (р. 1958 г.) и сестра Весиле (р. 1965 г.). От първия брак на баща си с Хавули Ердоган († 1980 г.) той има двама полубратя: Мехмет (1926 – 1988) и Хасан (1929 – 2006).